# Tibor Csík
Tibor Csík, född 2 september 1927 i Jászberény, död 22 juni 1976 i Sydney, var en ungersk boxare.
Csík blev olympisk mästare i bantamvikt i boxning vid sommarspelen 1948 i London.